# Ведделл
Ведделл (англ. Weddell) або Сан-Хосе (ісп. San José) — один із Фолклендських (Мальвінських) островів у Південній Атлантиці, що лежить біля південно-західного краю Західного Фолкленду. Він розташований за 1545 км на захід-північний захід від острова Південна Джорджія, за 1165 км на північ від острова Лівінгстон, за 606 км на північний схід від мису Горн, за 358 км на північний схід від острова Естадос і за 510 км на схід від Атлантичного входу в Магелланову протоку.
Ведделл має площу 265,8 км² і є третім за величиною островом в архіпелазі після Східного та Західного Фолкленду і одним із найбільших приватних островів у світі. На острові є лише одне поселення, Ведделл, де невелика кількість населення займається вівчарством і туристичними послугами — пропонує прогулянки до місць для спостереження за дикою природою та краєвидами, включно з кам'яними річками. Ведделл має статус Important Plant Areas та ключової зони біорізноманіття.
Це віддалене місце, яке рідко відвідують судна-постачальники й іноді приватні яхти. Дістатися сюди можна повітрям коротким (близько 200 км) дорогим рейсом зі столиці Фолклендів, Порт-Стенлі.

## Етимологія
До середини XIX століття острів Ведделл був відомий як Острів Сван (англ. Swan Island), Походження назви невідоме. Вперше вона згадується ще 1785 року капітаном Джорджем Діксоном, досвідченим моряком, який плавав під командуванням Джеймс Кук. Розмірковуючи над цією назвою та назвами Фолклендських островів загалом, він писав: «Хоча ці острови повсюдно відомі під іменем Фолклендських, все ж багато з них називаються різними іменами, просто, як я припускаю, через уяву різних мандрівників. Я лише згадую цю обставину, щоб запобігти вашому подиву, побачивши такі назви, як Лебединий острів, острів Кеппеля тощо».
|  | Хоча ці острови повсюдно відомі під іменем Фолклендських, все ж багато з них називаються різними іменами, просто, як я припускаю, через уяву різних мандрівників. Я лише згадую цю обставину, щоб запобігти вашому подиву, побачивши такі назви, як Лебединий острів, острів Кеппеля тощоОригінальний текст (англ.) Though these islands are universally known by the name of Falkland’s, yet many of them are called by different names, just, I presume, as the fancy of different cruisers have suggested; I just mention this circumstance to prevent thy surprise, on seeing such names as Swan Island, Keppel’s Island |

Цю колишню назву не слід плутати з Лебединими островами (англ. Swan Islands) у Фолклендській протоці, що на іншому боці Західного Фолкленду.
Можливо, острів був названий на честь місцевого птаха — лебедя чорношийого. Назва з'являлася як така, що стосувалася островів Ведделла та/або Стаатса й Чайного, і перекладалася як «острів(и) лебедів» (фр. Île(s) des Cygnes або ісп. Islas de los Cisnes) на деяких французьких та іспанських мапах.
Сьогоднішня назва острова походить від імені Джеймса Ведделла, британського моряка й дослідника, який відвідав Фолкленди в 1819—1824 роках, перезимувавши один раз у 1820 році, а потім вдруге в травні–вересні 1823 року на березі острова в Квакер-Харборі. У книзі Ведделла «Подорож до Південного полюса» задокументовані, серед іншого, події та особи місцевої історії.

## Історія

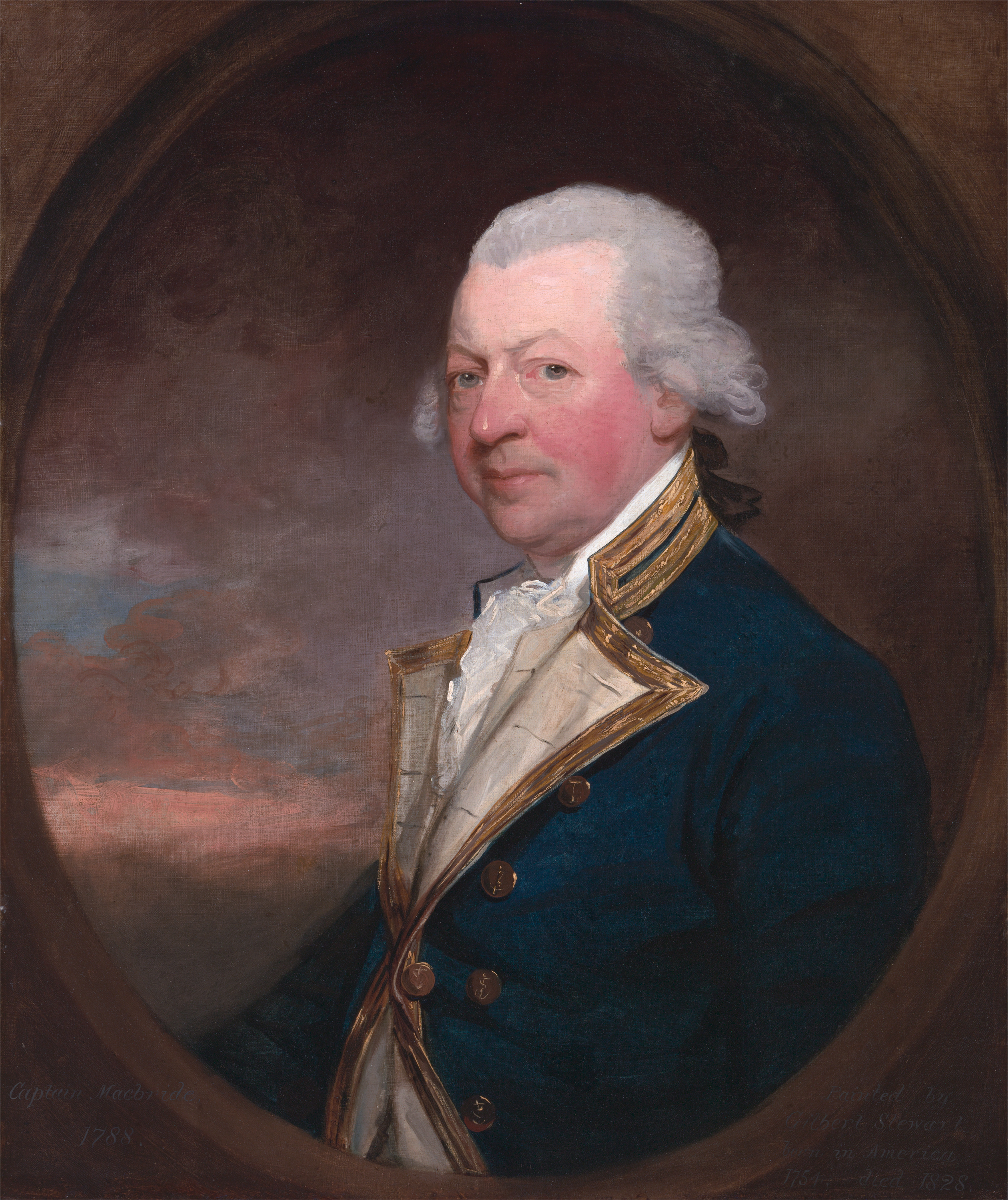
Капітан Джон МакБрайд, відкривач острова Ведделл; портрет роботи Гільберта Стюарта, 1788

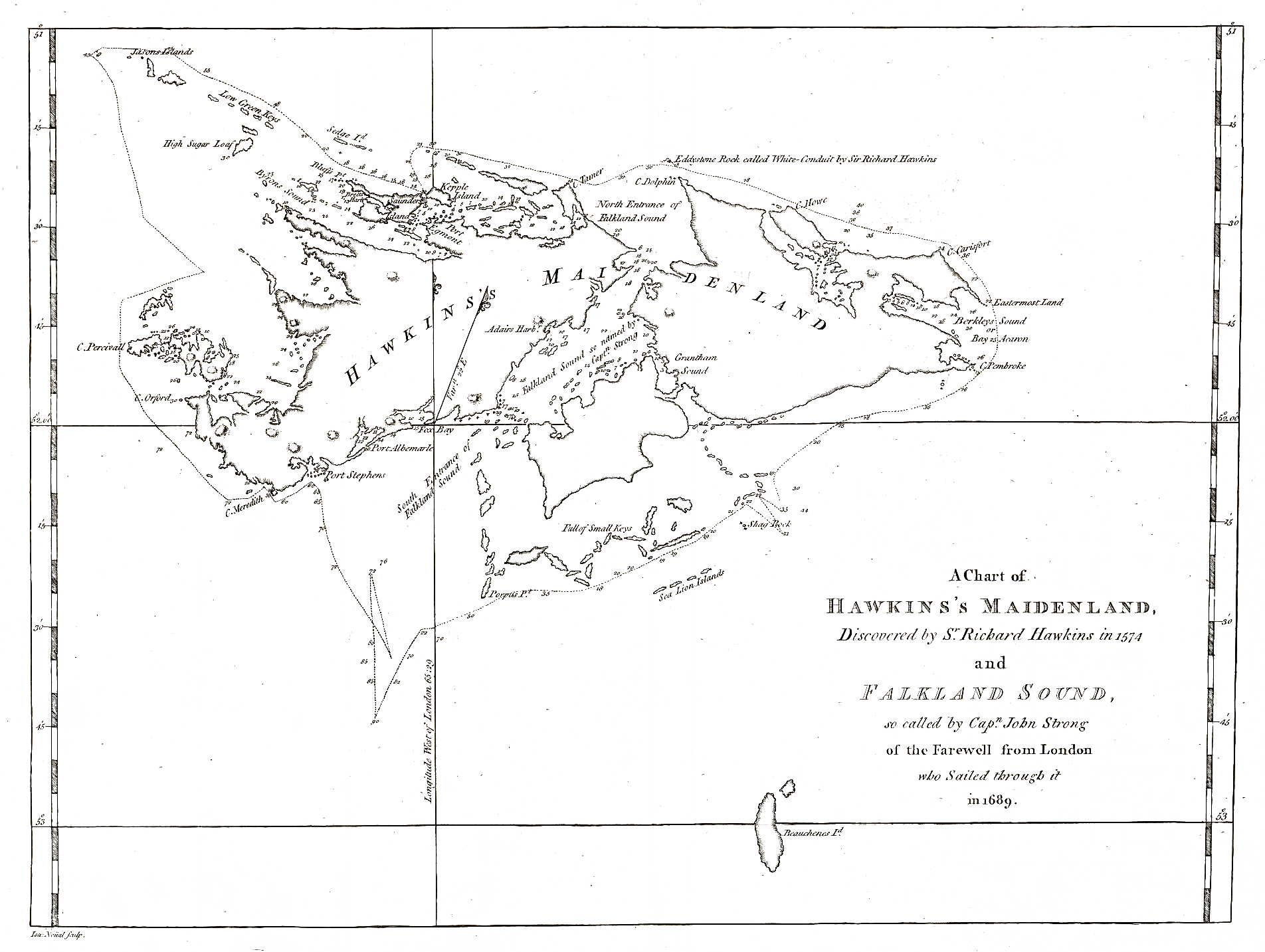
Мапа МакБрайда з островом Ведделл (без назви); зображений корабельний трек — HMS Джейсон у 1766 році

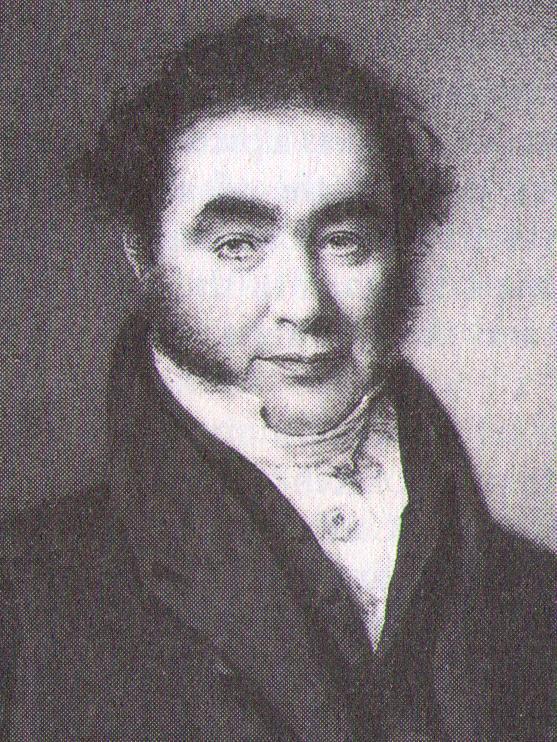
Джеймс Ведделл, на честь якого названий острів

Острів був відкритий 1766 року британським навігатором і успішним військовим командувачем Джоном МакБрайдом під час першого гідрографічного обстеження архіпелагу Фолклендів, яке здійснював його корабель HMS Джейсон із Порт-Егмонта, раннього британського поселення, розташованого на острові Сондерс біля північно-західного узбережжя Західного Фолкленду. Про свої нові відкриття капітан МакБрайд висловився так:
|  | Ми знайшли масу островів і розбитих земель, що були биті штормами майже вічноОригінальний текст (англ.) We found a mass of islands and broken lands, beaten by storms almost perpetual |

Однак його погодні записи були більш позитивними. У січні та лютому температура піднімалася до 15 °C, але не вище; в серпні вона одного разу знизилася до −7 °C, але рідко опускалася нижче нуля.
У результаті цього обстеження острів Ведделл з'явився на мапі Фолклендів МакБрайда, яка була однією з найточніших на свій час. Капітан Джеймс Кук, який оглянув і картографував Південну Георгію, але не відвідував Фолкленди, склав свою мапу островів 1777 року на основі мапи МакБрайда, перейнявши деякі її особливості. Наприклад, обидві мапи не показують віддалену затоку Порт-Стефенс, але містять назву Порт-Альбемарль.
Судячи із сучасних мап, острів залишався невідомим французам, які заснували перше поселення на Фолклендах, Порт-Сен-Луї, 1764 року.
Першими іспанцями, які побачили острів Ведделла, були Мігель де Бернасані та лейтенант Франсіско Ордунья. Вони виявили його під час сухопутної подорожі Західним Фолклендом у квітні 1769 року (за іншими джерелами — у квітні 1768 року). Після обстеження острова та його основної затоки, гавані Чатем, проведеного капітаном Мануелем Пандо на кораблі Сан-Франсіско-де-Паула в липні 1770 року, Ведделл з'явився на мапі, створеній лоцманом корабля Жозефом Пуйгом (і багаторазово скопійованій іншими іспанськими картографами).
Острів разом з островами Бівер і Новим було позначено як Іслас-де-Сан-Мігель. Каталонець Пуйг назвав велику бухту Пуерто-де-Сан-Жозеф на честь свого святого, і це ім'я згодом було застосовано до самого острова, відомого як острів Сан-Хосе.

### Рання історія
Ранні жителі острова були мисливцями на тюленів. Хоча деякі шкури тюленів були вивезені з Фолклендських островів Бугенвілем у 1764 році, масштабний промисел тюленів розвинувся лише з 1770-х років завдяки американським і британським мисливцям, які часто відвідували Ведделл і сусідні острови. На згадку про цей період багато місць у районі острова Ведделл названо на честь мисливців на тюленів і їхніх суден, переважно американських.
Першими, хто привів свої кораблі на Фолкленди, були, ймовірно, капітани Гамаліель Коллінз, Девід Сміт і Грінвуд із Нової Англії 1774 року. Мисливці на тюленів проводили на березі багато часу, а іноді й зимували там. Наприклад, капітан Грінвуд на своєму кораблі Кінг Джордж зимував у Порт-Егмонті 1774 року, а британський мисливець під командою капітана Бенджаміна Хусі — 1785 року в гавані, що ймовірно розташовувалася на південно-східній стороні теперішньої затоки Чатем.
Про місцеві умови виживання американський мисливець Едмунд Фаннінг зазначав у своїх мемуарах, що досліджуючи доступні джерела їжі й палива, зробив висновок:
|  | Людина могла б жити на Фолклендських островах протягом значного періоду часу, не відчуваючи великого ступеня стражданьОригінальний текст (англ.) In fact, a person would be able to subsist at the Falkland Islands for a considerable length of time, without experiencing any great degree of suffering |

Мисливці на тюленів надавали перевагу Ведделлу та сусіднім островам Бівер і Нью-Айленд як базам для своїх операцій на Фолклендських островах і в Південній Джорджії з кількох причин. По-перше, на островах було багато чудових гаваней, які забезпечували захист від раптових західних штормів. По-друге, мисливці воліли триматися подалі від іспанського поселення Пуерто-Соледад, яке розташоване на протилежному кінці архіпелагу, приблизно за 175 морських миль (324 км). Іспанія вороже ставилася до присутності морських промислів, вважаючи їхню діяльність викликом своєму суверенітету над Фолклендами. Незважаючи на це, іспанці утримувалися від застосування сили проти мисливців. Після залишення Пуерто-Соледад 1811 року промисел поширився по всьому архіпелагу.
З відкриттям острова Лівінгстон і територій на південь від 60° південної широти 1819 року найпівденніші острови Фолклендів стали ідеальним пунктом пересадки для мисливців, які вирушали на південь (приблизно на 540 морських миль або 1000 км) до нових мисливських угідь в Антарктиді. На зворотному шляху вони зупинялися на Стейтен-Айленді для забезпечення деревиною, якої немає на Фолклендських островах.
Американці вважали промисел на Фолклендах традиційною діяльністю, яка здійснювалася вільно ще до Американської революції. Вони не сумнівалися у використанні ВМС США для захисту своїх інтересів від спроб Аргентини стримувати американських мисливців силою, як це сталося 1831 року. Ця невдала спроба мала тривалі наслідки для майбутнього островів, відкривши шлях до відновлення британського суверенітету над Фолклендськими островами 1833 року.

### Робінзон Крузо

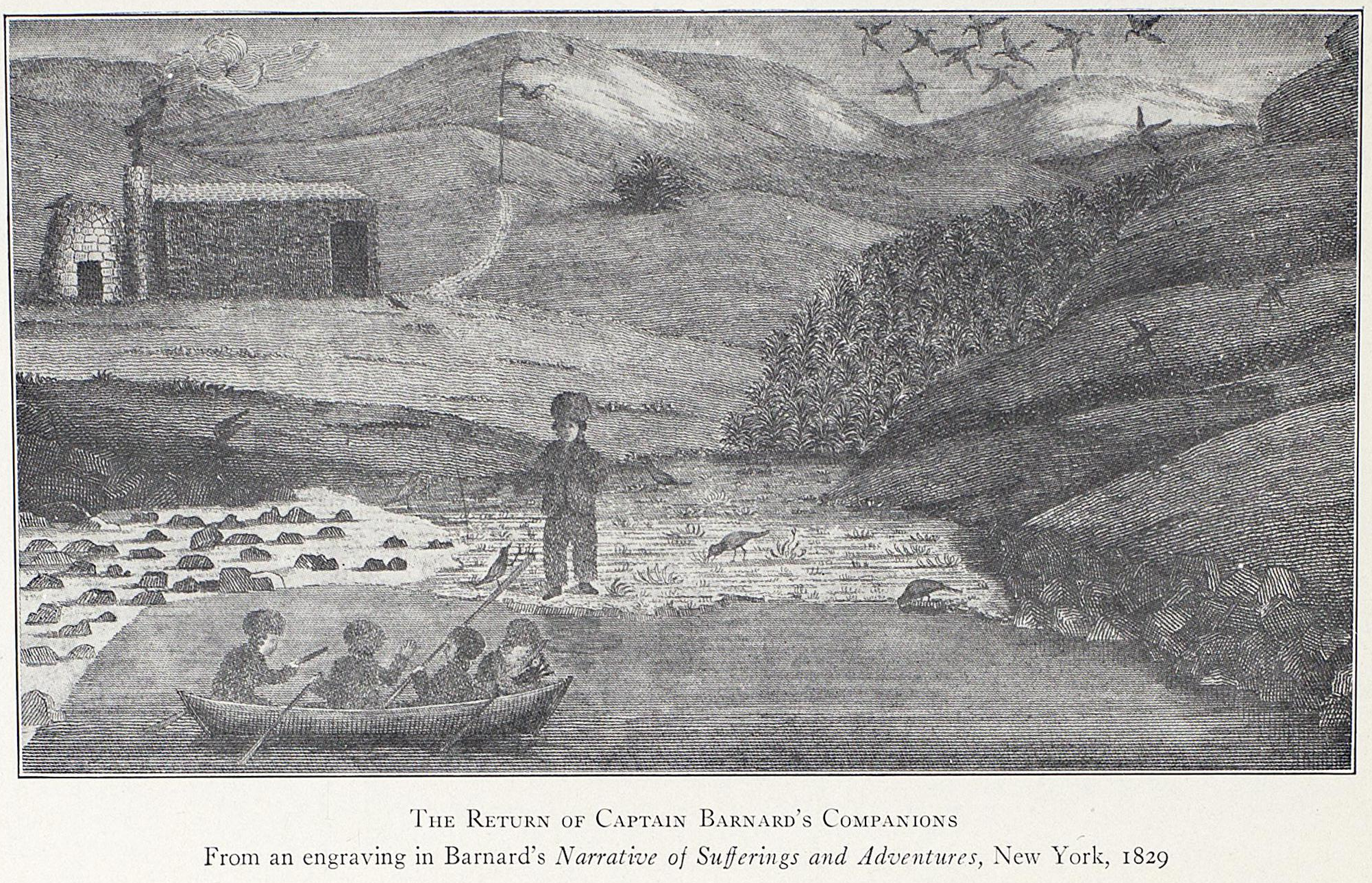
Капітан Барнард, його товариші та їх човен перед їх кам'яною хатою на Новому острові, грудень 1813 року; лівий бік пляжу займає колонія тюленів

У знаменитому епізоді історії Фолклендів, подібному до сюжету Робінзона Крузо, американський тюленяр, капітан Чарльз Барнард, залишався в цьому районі з 11 червня 1813 року по 25 листопада 1814 року разом із чотирма матросами — Джейкобом Гріном (американець) і Джозефом Албруком, Джеймсом Лоудером та Семюелем Анселом (британці), у супроводі вірного собаки капітана на прізвисько Сент та 6,6-метрового (22 фути) вельбота. Потерпілі побудували кілька притулків на Ведделлі, полюючи на диких свиней і збираючи дрова для виживання. За цих обставин один з них, Ансел, проявив агресивну поведінку, і його товариші тимчасово вигнали, змусивши виживати на самоті в гавані Квакерів з 28 грудня 1813 року по 16 лютого 1814 року. Поруч із його біваком, побудованим із тусака, Барнард знайшов могили та надгробки двох чоловіків за милю вище затоки. Він припускав, що ці чоловіки були поховані давно, оскільки написи на надгробках майже стерлися.
Після зустрічі з Джеймсом Ведделлом на Новому острові 1821 року останній популяризував історію Барнарда у своїй книзі, опублікованій 1825 року. Деякі неточності у переказі подій Ведделлом та його спроби прикрасити мотиви своїх співвітчизників, які взяли на себе корабель Барнарда Нанкін і претендували на нього як на приз у Війні 1812 року (пізніше Барнард успішно оскаржив рішення лондонського суду та відновив своє судно), ймовірно, спонукали американця написати свою книгу «Нарис страждань і пригод», опубліковану 1829 року.
Барнард пізніше став видатною фігурою в антарктичному промислі тюленів. На його честь, а також на честь двох інших американських піонерів фолклендського й антарктичного тюленярства, братів Франсіса і Вільяма Ротчів, названо Barnard Point і Rotch Dome на острові Лівінгстон у Південних Шетландських островах. Барнард також назвав два топоніми у районі острова Ведделл на свою честь — острів Барнарда та гавань Барнарда, нині відомі як острів Дайк і гавань Керв відповідно.

### Фолклендська (Мальвінська) війна
Острів Ведделл не зачепили бойові дії під час Фолклендської (Мальвінської) війни. Він чи його колиці не були забруднені наземними чи морськими мінами. Жоден з аргентинських солдатів не висаджувався на острів. Водночас британські військові мали спостережні пости на острові. 5 червня 1982 року поблизу острова налетіла на скелі британська субмарина HMS Onyx (S21), яка зазнала суттєвих пошкоджень.

## Географія

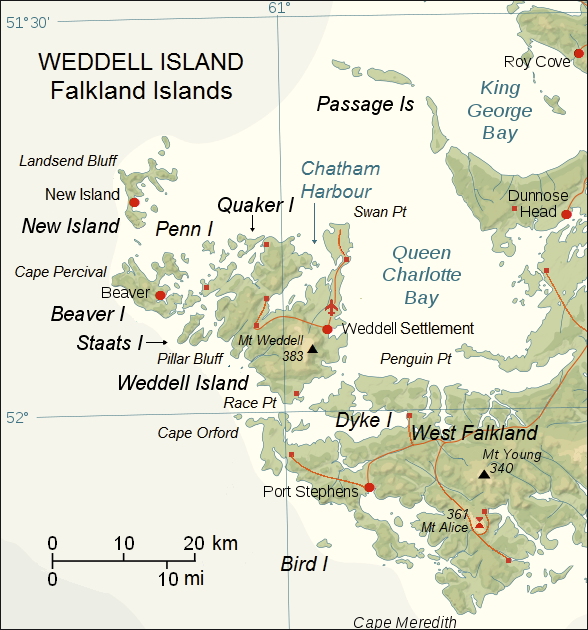
Мапа території острова Ведделл, що містить аеропорт острова, дороги і віддалені домічки, а також станцію Маунт-Еліс на Західному Фолкленді

Острів Ведделл обмежується затокою Королеви Шарлотти на сході та каналом Смілі на півдні, а також оточений кількома невеликими островами, включаючи острів Дайк на південному сході, острови Сі-Дог та Хорс-Блок на південному заході, острови Чайний, Стаатс і Говернор на заході, острівець Бівер на північному заході, а також острови Пенн, Барклей та Квакер на північному сході. Новий острів лежить далі на північний захід.
Острів має форму, близьку до перевернутого трикутника, з глибоким вирізом гавані Чатем. Ведделл простягається на 26,8 км у напрямку південь—північ і 22,4 км у напрямку схід—захід. Його сильно порізана берегова лінія має довжину 175,7 км. Крім низинної північно-східної частини, острів переважно горбистий. Пітт-Хайтс (висота 240 м) розташовані на північному заході, а Хотем-Хайтс (236 м) — на заході. У південно-центральній частині острова знаходяться безіменні висоти овальної форми, які простягаються на 9,5 км у напрямку схід—захід і 9 км у напрямку південь—північ. Найвищою точкою острова є гора Ведделл, яка піднімається до 383 м.

## Клімат
Клімат острова морський, від тундри до субполярного. Середня річна температура 6 °C, середня річна кількість опадів 500 мм. Найтепліші місяці — січень і лютий, найхолодніші — червень і липень, але коливання температур між ними незначне і складає лише 9 °C. Рекордні значення температур на острові Веддел становлять −7.2 °C і 23,2 °C.